# Ken Noritake
Ken Noritake (18 iulie 1922 - 6 martie 1994) a fost un fotbalist japonez.

## Statistici
| Japonia | Japonia | Japonia |
| An      | Meciuri | Goluri  |
| ------- | ------- | ------- |
| 1951    | 1       | 0       |
| Total   | 1       | 0       |